# Paul Davis (homme politique canadien)
 (octobre 2024).
Si vous disposez d'ouvrages ou d'articles de référence ou si vous connaissez des sites web de qualité traitant du thème abordé ici, merci de compléter l'article en donnant les références utiles à sa vérifiabilité et en les liant à la section « Notes et références ».
Pour les articles homonymes, voir Paul Davis et Davis.
Paul Davis, né le 17 juin 1961, est un homme politique canadien, membre du Parti progressiste-conservateur. Il est premier ministre de Terre-Neuve et Labrador de 2014 à 2015.
Davis a remporté le leadership des progressistes-conservateurs lors du congrès de leadership de 2014, le 13 septembre 2014, et a ensuite été assermenté à titre de premier ministre. Auparavant, il avait été ministre de la Santé et des Services communautaires, ministre des Services à l'enfance, à la jeunesse et à la famille, ministre des Transports et des Travaux publics et ministre des Services à Terre-Neuve-et-Labrador. Avant d'entrer au Cabinet en 2011, il a été adjoint législatif au ministère des Affaires municipales. Avant d'entrer en politique provinciale, Davis était agent des relations avec les médias pour la Force constabulaire royale de Terre-Neuve (RNC) et le maire adjoint de Conception Bay South.
Le 11 octobre 2016, Davis a annoncé son intention de quitter ses fonctions de chef du Parti progressiste-conservateur. Il a envoyé une lettre au président du Parti progressiste-conservateur, Mark Whiffen, demandant qu'un congrès soit organisé pour élire un nouveau chef. Davis, qui avait fait l'objet d'un examen de leadership lors de la prochaine assemblée générale annuelle du parti, a déclaré qu'il resterait chef jusqu'à ce que son successeur soit choisi.